# Movimiento Libertad (Chile)
El Movimiento Libertad o Movimiento L.I.B.E.R.T.A.D. es un movimiento político chileno. Fue creado por los senadores Rojo Edwards (PR) y Alejandro Kusanovic (RN). Se autodefine como un partido "liberal-libertario", o más específicamente como liberal clásico.

## Historia
La iniciativa surgió ante el descontento que personeros políticos de oposición tuvieron con el abanderamiento del colectivo de liderado por José Antonio Kast y los partidos de Chile Vamos (UDI, RN y Evópoli) con la opción A favor, de respaldar la propuesta constitucional en el plebiscito del 17 de diciembre de 2023.
Debido a la diferencia que tuvo con la contienda, Edwards renunció al Partido Republicano. Posteriormente, se dio a conocer su intención de conformar un movimiento que reúna ideas libertarias.
“Ya somos cientos de defensores de la libertad, que estamos trabajando para volver a unir a nuestro sector en torno a las ideas que han hecho crecer a Chile y que nos hicieron ganar dos elecciones seguidas”, le comentó el senador a CNN.
Edwards indicó que, como colectivo, creen “en un Estado pequeño y que esté al servicio de las personas y no viceversa, y queremos meter presos a los delincuentes”.
“Esperamos en este movimiento convocar a gran parte de esas más de 2,2 millones de personas que se identificaron con el Rechazo y que ahora votamos En contra”, agregó.